# António Emiliano
António Henrique de Figueiredo Pedro de Albuquerque Emiliano (Lisboa, 25 de Janeiro de 1959) é um linguista, professor e músico português.

## Actividade académica
É doutor em Linguística Portuguesa pela Universidade Nova de Lisboa e professor na mesma instituição, onde também desenvolve actividades de investigação, tendo coordenado projectos nas áreas da filologia portuguesa medieval e da história da língua portuguesa .
É autor de vários trabalhos científicos e de divulgação científica, destacando-se na sua produção obras nas áreas da Fonética e da Filologia . 
É sócio fundador da Associação Portuguesa de Linguística e da Associação Internacional de Linguística do Português, membro cooperador da Sociedade Portuguesa de Autores. Foi membro do Conselho Geral da Fundação Millennium BCP (2005-09) e membro do Conselho Editorial do grupo editorial BABEL (2009-11). 
É, em Portugal, um dos mais fortes opositores do Acordo Ortográfico da Língua Portuguesa de 1990, sobre o qual publicou diversos livros e artigos de opinião .

## Actividade musical
Exerceu intermitentemente a actividade de músico e criador de música cénica, autorando obras que lhe valeram prémios na década de 1980, em particular, o sucesso "Aguaceiro", LP de 1987, interpretado pela cantora Lena D'água, o qual foi disco de prata. . Após alguns anos de interregno, regressou à criação musical em 2005, com, entre outras, produções para a Companhia Nacional de Bailado e a banda sonora do filme '20,13', de Joaquim Leitão.
É, desde 2010, Embaixador Roland (Roland Iberia) no âmbito do Roland Value Co-Creation Programme. 

## Atividade política
Foi líder do movimento AXO, conotado com a extrema-direita, que esteve na génese dos Heróis do Mar. Outro líder do movimento, o músico Pedro Ayres Magalhães, descreveu-o da seguinte forma: «[...] o movimento era uma “construção surrealista” para “chocar os barbudos do folk e da ‘paz, pão e habitação’”, referindo-se a uma canção de Sérgio Godinho. “Aqueles panfletos polémicos não são para se levar à letra. Aquilo é teatral” [...]»